# Férfi hármasugrás a 2005. évi nyári európai ifjúsági olimpiai fesztiválon
A 2005. évi nyári európai ifjúsági olimpiai fesztiválon az atlétikai versenyszámokat Lignano Sabbiadoróban rendezték. A férfi hármasugrás döntőjét július 6.-án rendezték.

## Döntő
| H     | Név                 | Nemzet                | E     | Mj |
| ----- | ------------------- | --------------------- | ----- | -- |
| Arany | Lyukman Adams       | Oroszország           | 15.35 |    |
| Ezüst | Fabio Buscella      | Olaszország           | 15.08 |    |
| Bronz | Ruslan Panasenko    | Azerbajdzsán          | 14.85 |    |
| 4     | Mikko Kivinen       | Finnország            | 14.81 |    |
| 5     | Elvijs Misans       | Lettország            | 14.79 |    |
| 6     | Saulius Gudukas     | Litvánia              | 14.77 |    |
| 7     | Eugen Wisotzki      | Németország           | 14.54 |    |
| 8     | Filip Mitev         | Bulgária              | 14.43 |    |
| 9     | Aleksandar Bundalo  | Szerbia és Montenegró | 14.34 |    |
| 10    | Robert Díez         | Spanyolország         | 14.31 |    |
| 11    | Tedi Husaric        | Horvátország          | 13.52 |    |
| -     | Corentin Debailleul | Belgium               | -     | NM |
| -     | Raman Pakhomchyk    | Fehéroroszország      | -     | NM |